# Сан-Мартін-де-Бонічес
Сан-Мартін-де-Бонічес (ісп. San Martín de Boniches) — муніципалітет в Іспанії, у складі автономної спільноти Кастилія-Ла-Манча, у провінції Куенка. Населення — 59 осіб (2010).
Муніципалітет розташований на відстані близько 190 км на схід від Мадрида, 50 км на схід від Куенки.

## Демографія
Динаміка населення (INE ):